# آلبرتو کووا
آلبرتو کووا (ایتالیایی: Alberto Cova؛ زادهٔ ۱ دسامبر ۱۹۵۸) دونده دو استقامت اهل ایتالیا است.